# Stazione di Matsuiyamate
La stazione di Matsuiyamate (松井山手駅?, Matsuiyamate-eki) è una stazione ferroviaria della città di Kyōtanabe, nella prefettura di Kyoto in Giappone. La stazione è gestita dalla JR West e serve la linea Katamachi (linea Gakkentoshi).

## Linee
JR West
■ Linea Katamachi

## Struttura
La stazione è costituita da due marciapiedi laterali con 2 binari in trincea, sovrastati dal fabbricato viaggiatori.
| 1 | ■ Linea Katamachi | per Kyōtanabe, Kizu e Nara            |
| 2 | ■ Linea Katamachi | per Shijōnawate, Kyōbashi e Amagasaki |

## Stazioni adiacenti
| ≪               | Servizio                       | ≫               |
| Linea Katamachi | Linea Katamachi                | Linea Katamachi |
| --------------- | ------------------------------ | --------------- |
| Ōsumi           | Locale Rapido Regionale Rapido | Nagao           |